# Клим Ромуальд Йосипович
Ромуальд Йосипович Клим (біл. Рамуальд Іосіфавіч Клім; (25 травня 1933 , Chvojevad, Новогрудське воєводство  — 28 травня 2011 , Мінськ )) — радянський білоруський легкоатлет і тренер, олімпійський чемпіон 1964 року в метанні молота
. Рекордсмен світу (74,52 м — 1969 рік), дев'ятиразовий рекордсмен СРСР.

## Спортивний життєпис
Закінчив Мінський інститут фізичної культури (1956). Працював викладачем фізичного виховання в Горецькій сільськогосподарській академії. Виступав за ДСТ «Червоний Прапор» (1959—1964), потім — за армійські клуби Вітебська і Мінська. До складу збірної СРСР увійшов у віці 30 років. Вихованець Бориса Левінсона та Євгена Шукевича.
Чемпіон Олімпійських ігор 1964 року, срібний призер Олімпійських ігор 1968 року. Чемпіон Європи 1966 року, срібний призер чемпіонату Європи 1969 року. Дворазовий переможець розіграшу Кубка Європи (1965, 1967).
Дворазовий переможець Спартакіади народів СРСР (1967, 1971). Чотириразовий чемпіон СРСР (1965, 1966, 1967, 1971). Володар Кубка СРСР (1969). П'ятикратний переможець меморіалу братів Знаменських. Тренери — Є. Шукевич, М. Кривоносов, А. Журін.
Завершив спортивну кар'єру в 1973 році, після чого займався тренерською діяльністю. З 1997 року — професор-консультант кафедри легкої атлетики Білоруського державного університету фізкультури.
Помер у 2011 році. Похований на Східному кладовищі в місті Мінську.
Від 1976 до 2009 року в Мінську проводився турнір метальників на призи Ромуальда Клима.

## Особисте життя
Ромуальд Клим був одружений і мав двох синів-близнюків 1960 року народження .

## Нагороди та звання
- Заслужений майстер спорту СРСР (1964)[11].
- Заслужений працівник фізичної культури Білоруської РСР (1971).
- Заслужений тренер Білоруської РСР (1983).
- Арбітр вищої національної категорії (1980).

- Орден «Знак Пошани»,
- Знак ЦК ВЛКСМ «Спортивна доблесть»
- Почесний знак «За заслуги у розвитку фізичної культури і спорту».